# Vitória (Austrália)
Vitória (em inglês:  Victoria, abreviado como Vic) é um estado no sudeste da Austrália. Vitória é o menor dos estados do continente e o segundo estado mais populoso da Austrália (depois de Nova Gales do Sul), tornando-se o estado mais densamente povoado. A maioria de sua população vive concentrada na área em torno da Baía de Port Phillip que inclui a área metropolitana de sua capital e maior cidade, Melbourne, que é a segunda maior cidade da Austrália. Vitória faz fronteira com o Estreito de Bass e com a Tasmânia ao sul, com Nova Gales do Sul ao norte, com o Mar da Tasmânia a leste e com a Austrália Meridional a oeste.
Com a Grã-Bretanha tendo reivindicado a metade do continente australiano que fica a leste do Meridiano 135 E em 1788, Vitória fazia parte da mais ampla colônia, a Colônia de Nova Gales do Sul. O primeiro assentamento europeu na área foi estabelecido em 1803 na Baía de Sullivan, e grande parte do que hoje é o estado de Vitória foi incluída em 1836 no Distrito de Port Phillip, que era uma divisão administrativa de Nova Gales do Sul. Nomeada em homenagem à Rainha Vitória, que assinou a separação da divisão de Nova Gales do Sul, a colônia foi oficialmente estabelecida em 1851 e alcançou o autogoverno em 1855. A Corrida do Ouro de Vitória nas décadas de 1850 e 1860 aumentou significativamente a população e a riqueza da colônia e, na época da Federação da Austrália em 1901, Melbourne havia se tornado a maior cidade e o principal centro financeiro da Australásia. Melbourne serviu como capital federal da Austrália até a construção de Camberra em 1927, com a reunião do Parlamento Federal na Casa do Parlamento em Melbourne e todos os principais escritórios do governo federal com sede em Melbourne.
Politicamente, Vitória tem 38 cadeiras na Câmara dos Representantes da Austrália e 12 cadeiras no Senado da Austrália. No nível estadual, o Parlamento de Vitória consiste na Assembleia Legislativa (a câmara baixa) e no Conselho Legislativo (a câmara alta). O Partido Trabalhista, liderado por Daniel Andrews como primeiro-ministro, governa o estado de Vitória desde 2014. A representante pessoal da rainha da Austrália no estado é a governadora de Vitória, atualmente Linda Dessau, que está no cargo desde 2015. Vitória é dividida em 79 distritos municipais, incluindo 33 cidades, embora ainda existam várias áreas não incorporadas, que o estado administra diretamente.
A economia de Vitória é altamente diversificada, com setores de serviços, incluindo serviços financeiros e imobiliários, saúde, educação, atacado, varejo, hospitalidade e manufatura, que constituem a maioria dos empregos. O produto interno bruto (PIB) do estado de Vitória é o segundo mais alto na Austrália, embora Vitória esteja em sexto lugar em termos de PIB per capita devido à sua atividade de mineração limitada. Culturalmente, Melbourne abriga vários museus, galerias de arte e teatros, e também é descrita como a capital esportiva do mundo. O Melbourne Cricket Ground, o maior estádio da Austrália e do Hemisfério Sul, sediou os Jogos Olímpicos de Verão de 1956 e os Jogos da Commonwealth de 2006. O estádio também é considerado o "lar espiritual" do críquete australiano e do futebol australiano, e hospeda a grande final da Liga Australiana de Futebol (AFL) a cada ano, atraindo multidões de aproximadamente 100 mil pessoas. Nas proximidades, o Melbourne Park recebe o Australian Open, um dos quatro eventos do Grand Slam de tênis, anualmente desde 1988. Vitória possui oito universidades públicas, sendo a mais antiga a Universidade de Melbourne, datada de 1853.

## História

### Aborígenes de Vitória
Os aborígines vitorianos, que são os aborígenes australianos de Vitória, na Austrália, ocuparam a terra por dezenas de milhares de anos antes da colonização europeia. Os aborígenes viviam uma existência semi-nômade baseada na pesca, caça, coleta e criação de enguias na região que hoje compreende o estado de Vitória por pelo menos 40 000 anos.

### Colonização europeia

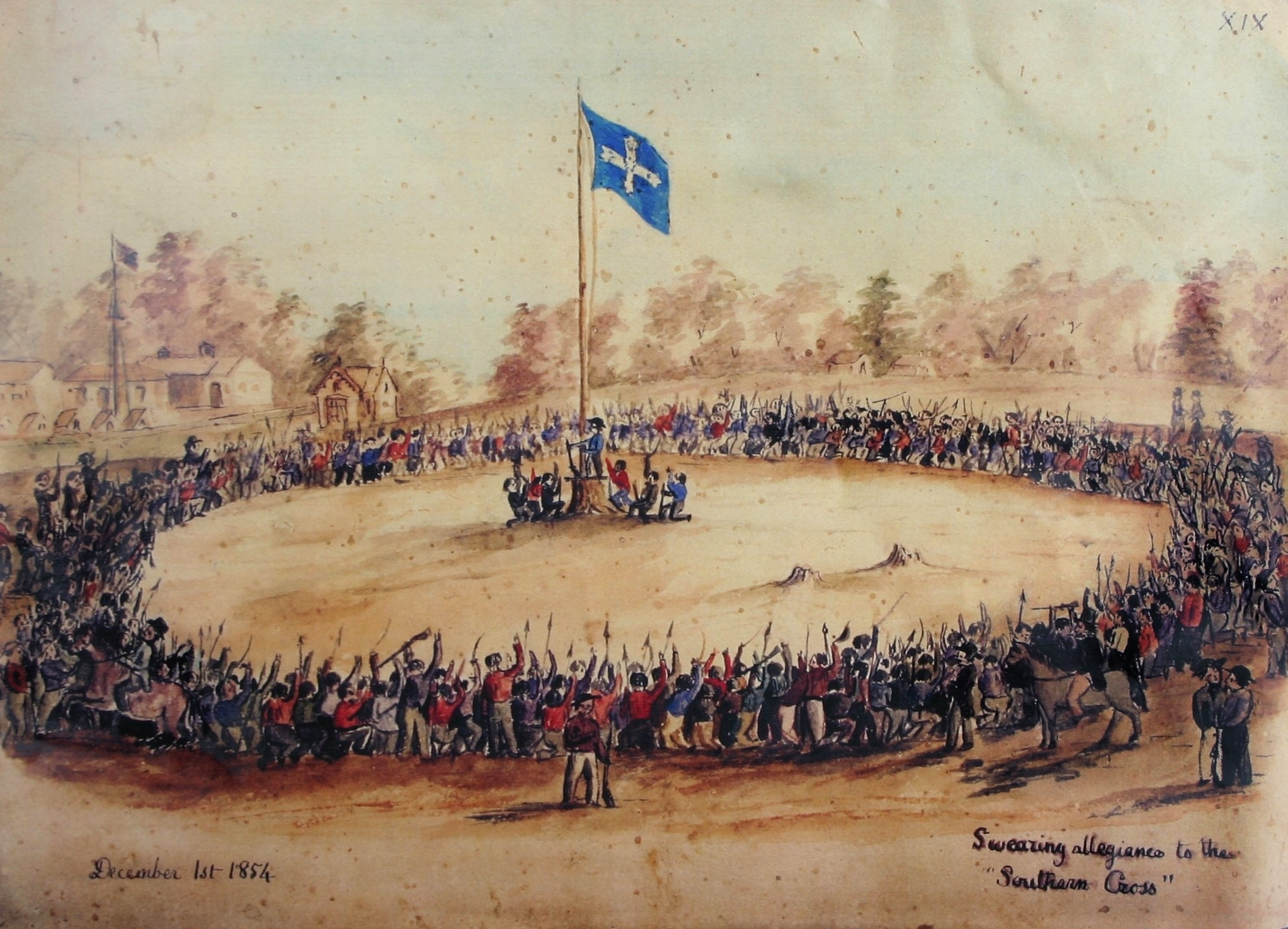
Juramento de fidelidade ao Cruzeiro do Sul na Eureka Stockade em 1º de dezembro de 1854 - aquarela de Charles Doudiet

Vitória, assim como o estado de Queensland, recebeu o nome da Rainha Vitória, que esteve no trono britânico por 14 anos quando a colônia foi fundada em 1851.
Após a fundação da Colônia de Nova Gales do Sul em 1788, a Austrália foi dividida em uma metade oriental chamada Nova Gales do Sul e uma metade ocidental chamada Nova Holanda, sob a administração do governo colonial em Sydney. O primeiro assentamento britânico na área mais tarde conhecido como Vitória foi estabelecido em outubro de 1803 sob o comando do tenente-governador David Collins na Baía de Sullivan, em Port Phillip. Consistia em 402 pessoas (cinco oficiais do governo, nove oficiais de fuzileiros navais, dois caixeiros-viajantes, 39 particulares, cinco esposas de soldados e um filho, 307 condenados, 17 esposas de condenados e sete filhos). Eles foram enviados da Inglaterra no HMS Calcutta, sob o comando do capitão Daniel Woodriff, principalmente por medo de que os franceses, que estavam explorando a área, pudessem estabelecer seu próprio assentamento e, assim, desafiar os direitos britânicos no continente australiano.
Em 1826, o coronel Stewart, o capitão Samuel Wright e o tenente Burchell foram enviados no HMS Fly (capitão Wetherall) e os brigadistas Dragon and Amity, levaram vários condenados e uma pequena força composta por destacamentos do 3º e 93º regimentos. A expedição desembarcou em Settlement Point (agora Corinella), no lado leste de Western Port Bay, que foi a sede até o abandono por insistência do governador Darling cerca de 12 meses depois.
O próximo assentamento de Vitória foi em Portland, na costa sudoeste do que é hoje é o estado de Vitória. Edward Henty estabeleceu a Baía de Portland em 1834.
Melbourne foi fundada em 1835 por John Batman, que estabeleceu uma base em Indented Head, e John Pascoe Fawkner. Desde o assentamento, a região em torno de Melbourne era conhecida como o Distrito de Port Phillip, uma parte administrada separada de Nova Gales do Sul. Pouco tempo depois, o local agora conhecido como Geelong foi pesquisado pelo inspetor assistente W. H. Smythe, três semanas após Melbourne. E em 1838, Geelong foi declarada oficialmente uma cidade, apesar de todos os primeiros assentamentos europeus que datam de 1826.

### Criação da Colônia de Vitória

Bandeira da Colônia de Vitória de 1870 a 1901

Em 1 de julho de 1851, foram emitidos mandados para a eleição do primeiro Conselho Legislativo de Vitória, e a independência absoluta de Vitória de Nova Gales do Sul foi estabelecida proclamando a nova Colônia de Vitória. Dias depois, ainda em 1851, ouro foi descoberto perto de Ballarat e, posteriormente, em Bendigo. Descobertas posteriores ocorreram em muitos locais em Vitória. Isso desencadeou uma das maiores corridas de ouro que o mundo já viu. A colônia cresceu rapidamente tanto em população quanto em poder econômico. Em 10 anos, a população de Vitória aumentou sete vezes, de 76 000 para 540 000 habitantes. Todos os tipos de registros de ouro foram produzidos, incluindo o "mais rico e raso campo de ouro aluvial do mundo" e a maior pepita de ouro. Na década de 1851 a 1860, o estado de Vitória produziu 20 milhões de onças de ouro, um terço da produção mundial.
Chegaram imigrantes de todo o mundo para procurar ouro, principalmente da Irlanda e da China. Em 1857, 26 000 mineiros chineses trabalhavam em Vitória, e seu legado é particularmente forte em Bendigo e seus arredores. Embora um pouco de racismo tenha sido direcionado a eles, o nível de violência antichinesa não foi tão grande quanto foi visto nos motins da Lambing Flat em Nova Gales do Sul. No entanto, um tumulto no Vale de Buckland, perto de Bright, ocorreu em 1857. As condições nos campos de ouro eram apertadas e insalubres, um surto de febre tifoide no Vale de Buckland em 1854 matou mais de 1 000 mineiros.
Em 1854, em Ballarat, uma rebelião armada contra o governo de Vitória foi realizada por mineiros que protestavam contra os impostos de mineração (a "Eureka Stockade"). A rebelião foi esmagada pelas tropas britânicas, mas os descontentes levaram as autoridades coloniais a reformar o governo (particularmente reduzindo as odiadas taxas de licença de mineração) e a estender a franquia. Em pouco tempo, o Parlamento Imperial concedeu a Vitória um governo responsável com a aprovação da Lei da Colônia de Vitória de 1855. Alguns dos líderes da rebelião de Eureka se tornaram membros do Parlamento de Vitória.
A primeira ação militar estrangeira da Colônia de Vitória foi enviar tropas e um navio de guerra para a Nova Zelândia, como parte das Guerras da Nova Zelândia. Tropas de Nova Gales do Sul haviam participado anteriormente da Guerra da Crimeia.
Em 1901, Vitória tornou-se um estado na Comunidade da Austrália. Como resultado da corrida do ouro, Melbourne já se tornara o centro financeiro da Austrália e da Nova Zelândia. Entre 1901 e 1927, Melbourne foi a capital da Austrália, enquanto Camberra estava em construção. Era também a maior cidade da Austrália na época.

## Geografia

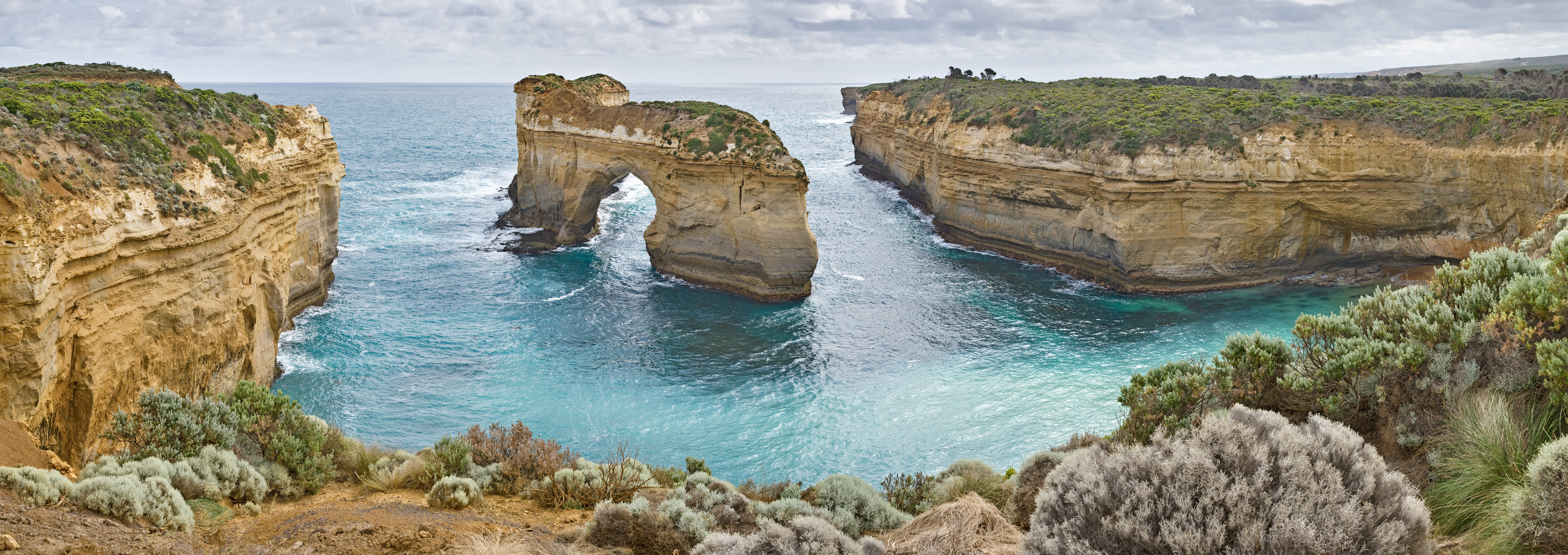
Arcada da ilha na grande estrada do oceano em Vitória, Austrália

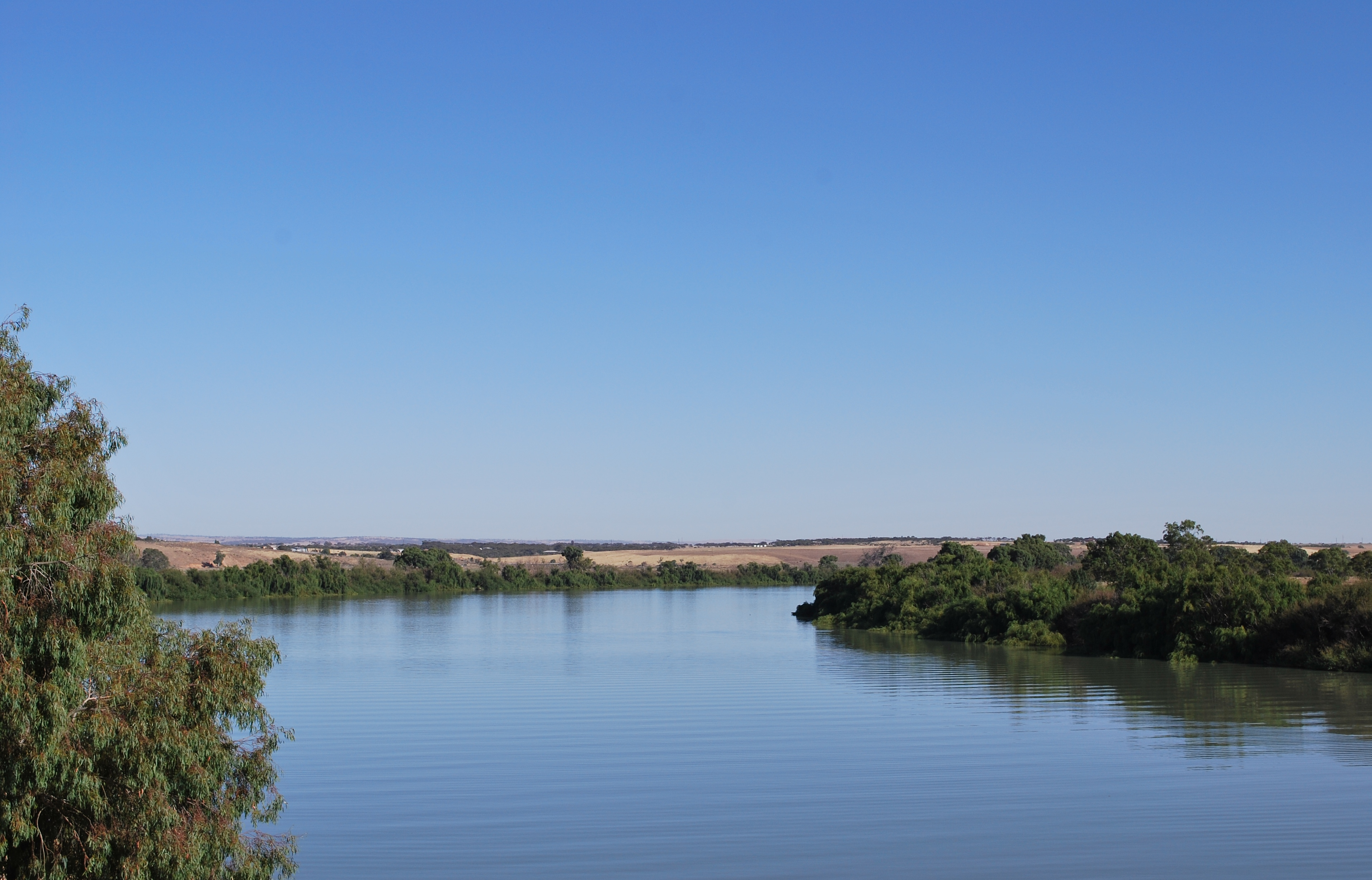
Rio Murray, principal rio do estado de Vitória

Com uma população de mais de 6,5 milhões de habitantes me 2019, e uma área total de 237 659 quilômetros quadrados, Vitória é o segundo estado mais populoso da Austrália e o segundo menor em extensão territorial, logo acima da Tasmânia. A capital do estado, Melbourne, contém cerca de 70% da população do estado e domina sua economia, mídia e cultura. A fronteira norte de Vitória segue uma linha reta do Cabo Howe até o início do rio Murray e depois segue o rio Murray como o restante da fronteira norte. No rio Murray, a fronteira é a margem sul do rio. Essa definição precisa não foi estabelecida até 1980, quando uma decisão do juiz Ninian Stephen, da Alta Corte da Austrália, resolveu a questão de qual estado tinha jurisdição na morte ilegal de um homem em uma ilha no meio do rio. A decisão esclareceu que nenhuma parte do curso de água está no estado de Vitória. A fronteira também fica no extremo sul da Grande Cordilheira Divisória, que se estende ao longo da costa leste e termina a oeste de Ballarat. Vitória também faz fronteira com a Austrália Meridional a oeste e compartilha a menor fronteira terrestre da Austrália com a Tasmânia. A fronteira oficial entre Vitória e Tasmânia fica a 39°12' S, que passa por Boundary Islet no Estreito de Bass por 85 metros.
O estado australiano de Vitória contém muitas áreas topográfica, geológica e climaticamente diversas, variando do clima úmido e temperado de Gippsland, no sudeste, às áreas alpinas vitorianas cobertas de neve, que sobem para quase 2 000 m (6 600 pés), sendo o Monte Bogong o pico mais alto do estado, com cerca de 1 986 m (6 516 pés). Existem extensas planícies semiáridas a oeste e noroeste. Há uma extensa série de sistemas fluviais em Vitória. O mais notável é o sistema do rio Murray. Outros rios incluem: rio Ovens, rio Goulburn, rio Patterson, rio King, rio Campaspe, rio Loddon, rio Wimmera, rio Barwon, rio Thomson, rio Snowy, rio Latrobe, rio Yarra, rio Maribyrnong, rio Mitta, rio Hopkins, rio Merri e rio Kiewa.

### Clima
| Temperaturas máximas médias mensais em Vitória | Temperaturas máximas médias mensais em Vitória | Temperaturas máximas médias mensais em Vitória | Temperaturas máximas médias mensais em Vitória | Temperaturas máximas médias mensais em Vitória |
| Mês                                            | Cidade                                         | Cidade                                         |                                                |                                                |
| Mês                                            | Melbourne                                      | Mildura                                        |                                                |                                                |
| ---------------------------------------------- | ---------------------------------------------- | ---------------------------------------------- | ---------------------------------------------- | ---------------------------------------------- |
| Janeiro                                        | 25,8 °C                                        | 32,8 °C                                        |                                                |                                                |
| Fevereiro                                      | 25,8 °C                                        | 32,7 °C                                        |                                                |                                                |
| Março                                          | 23,8 °C                                        | 29,3 °C                                        |                                                |                                                |
| Abril                                          | 20,2 °C                                        | 24,1 °C                                        |                                                |                                                |
| Maio                                           | 16,6 °C                                        | 19,6 °C                                        |                                                |                                                |
| Junho                                          | 14,0 °C                                        | 16,0 °C                                        |                                                |                                                |
| Julho                                          | 13,4 °C                                        | 15,4 °C                                        |                                                |                                                |
| Agosto                                         | 14,9 °C                                        | 17,7 °C                                        |                                                |                                                |
| Setembro                                       | 17,2 °C                                        | 21,1 °C                                        |                                                |                                                |
| Outubro                                        | 19,6 °C                                        | 25,0 °C                                        |                                                |                                                |
| Novembro                                       | 21,8 °C                                        | 29,0 °C                                        |                                                |                                                |
| Dezembro                                       | 24,1 °C                                        | 31,7 °C                                        |                                                |                                                |
| Fonte: Bureau of Meteorology                   |                                                |                                                |                                                |                                                |

Tipos climáticos de Vitória na classificação climática de Köppen-Geiger

Vitória tem um clima variado, apesar de seu tamanho pequeno. Na classificação climática de Köppen-Geiger, o clima de Vitória varia de semiárido frio (BSk) com verões quentes no noroeste, e oceânico (Cfb) ao longo da costa. A principal característica terrestre de Vitória, a Grande Cordilheira Divisória, produz um clima mais frio nas montanhas no centro do estado. Os invernos ao longo da costa do estado, particularmente em torno de Melbourne, são relativamente suaves.
A posição mais ao sul de Vitória, que também é a porção mais meridional do continente australiano, dá ao estado de Vitória um clima mais frio e úmido do que em outros estados e territórios do continente. A planície costeira ao sul da Grande Cordilheira Divisória tem o clima mais ameno de Vitória. O ar do Oceano Antártico ajuda a reduzir o calor do verão e o frio do inverno. Melbourne e outras grandes cidades estão localizadas nesta região de clima temperado. Os meses de outono, que vão de abril a maio são amenos e trazem parte da folhagem colorida da Austrália para muitas partes do estado.
O Mallee e Wimmera superior são as regiões mais quentes de Vitória, com ventos quentes soprando dos semi-desertos próximos. As temperaturas médias excedem os 32 °C (90 °F) durante o verão e 15 °C (59 °F) no inverno. Exceto nas elevações das montanhas, onde é mais frio e as temperaturas mensais no interior são de 2 a 7 °C (4 a 13 °F) mais quentes do que em torno de Melbourne. A temperatura máxima mais alta já registrada em Vitória foi de 48,8 °C (119,8 °F), registrada em Hopetoun em 7 de fevereiro de 2009, durante a onda de calor no sudeste da Austrália em 2009.
Os Alpes Vitorianos no nordeste são a parte mais fria do estado de Vitória. Os Alpes fazem parte do sistema de montanhas da Grande Cordilheira Divisória que se estende de leste a oeste pelo centro do estado. As temperaturas médias são inferiores a 9 °C (48 °F) no inverno e abaixo de 0 °C (32 °F) nas partes mais altas da cordilheira. A temperatura mínima mais baixa já registrada no estado foi de −11,7 °C (10,9 °F) em Omeo no dia 15 de junho de 1965 e novamente em Falls Creek em 3 de julho de 1970.
Vitória é o estado australiano mais chuvoso depois da Tasmânia. As chuvas em Vitória aumentam do sul para o nordeste, com médias mais altas em áreas de alta altitude. A precipitação média anual excede 1 800 milímetros (71 polegadas) em algumas partes do nordeste, mas é inferior a 280 mm (11 polegadas) na região do Mallee.
A chuva é mais forte nas cordilheiras de Otway e Gippsland, no sul de Vitória e no nordeste montanhoso. A neve geralmente cai apenas nas montanhas e colinas no centro do estado. A chuva cai com mais frequência no inverno, mas a precipitação do verão é mais intensa. As chuvas são mais confiáveis em Gippsland e no Distrito Ocidental, tornando-as ambas as principais áreas agrícolas do estado. A maior precipitação diária registrada em Vitória foi de 377,8 mm (14,87 pol). Em Tidal River no Parque Nacional do Promontório de Wilsons em 23 de março de 2011.
| Dados climatológicos para Vitória | Dados climatológicos para Vitória | Dados climatológicos para Vitória | Dados climatológicos para Vitória | Dados climatológicos para Vitória | Dados climatológicos para Vitória | Dados climatológicos para Vitória | Dados climatológicos para Vitória | Dados climatológicos para Vitória | Dados climatológicos para Vitória | Dados climatológicos para Vitória | Dados climatológicos para Vitória | Dados climatológicos para Vitória | Dados climatológicos para Vitória |
| Mês                               | Jan                               | Fev                               | Mar                               | Abr                               | Mai                               | Jun                               | Jul                               | Ago                               | Set                               | Out                               | Nov                               | Dez                               | Ano                               |
| --------------------------------- | --------------------------------- | --------------------------------- | --------------------------------- | --------------------------------- | --------------------------------- | --------------------------------- | --------------------------------- | --------------------------------- | --------------------------------- | --------------------------------- | --------------------------------- | --------------------------------- | --------------------------------- |
| Temperatura máxima recorde (°C)   | 47,2                              | 48,8                              | 44,4                              | 39,3                              | 32,2                              | 25,7                              | 27,1                              | 29,9                              | 37,7                              | 40,2                              | 45,8                              | 46,6                              | 48,8                              |
| Temperatura mínima recorde (°C)   | −3,9                              | −3,9                              | −4,3                              | −8,2                              | −8,3                              | −11,7                             | −11,7                             | −10,5                             | −9,4                              | −8,4                              | −6,8                              | −5,2                              | −11,7                             |
| Fonte: Bureau of Meteorology      |                                   |                                   |                                   |                                   |                                   |                                   |                                   |                                   |                                   |                                   |                                   |                                   |                                   |

## Demografia

População residente estimada desde 1981

Em junho de 2019, Vitória tinha uma população de 6 594 804 habitantes. O Australian Bureau of Statistics estima que a população pode chegar a 7,2 milhões até o ano de 2050.
A população anglo-celta fundadora de Vitória foi complementada por sucessivas ondas de imigrantes do sul e leste da Europa, Ásia e, mais recentemente, da África e do Oriente Médio. A população de Vitória está envelhecendo proporcionalmente à média do restante da população australiana.
Cerca de 72% dos vitorianos são australianos. Esse número cai para cerca de 66% em Melbourne, mas sobe para mais de 95% em algumas áreas rurais no noroeste do estado. Menos de 1% dos vitorianos se identifica como aborígine australiano.
Mais de 75% dos vitorianos vivem em Melbourne, localizada no sul do estado. A grande área metropolitana de Melbourne abriga cerca de 4 850 740 pessoas. Os centros urbanos fora de Melbourne incluem Geelong, Ballarat, Bendigo, Shepparton, Mildura, Warrnambool, Wodonga e o Vale Latrobe.
Vitória é o estado mais urbanizado da Austrália, e quase 90% dos residentes vivem em grandes cidades ou cidades de menor porte. Os esforços do governo do estado para descentralizar a população incluíram uma campanha oficial desde 2003 para incentivar os vitorianos a se estabelecerem em áreas regionais, no entanto Melbourne continua a superar rapidamente essas áreas em termos de crescimento populacional.

### Cidades
| Posição | Centro urbano              | População     | População     | População     |
| Posição | Centro urbano              | Censo de 2016 | Censo de 2011 | Censo de 2006 |
| ------- | -------------------------- | ------------- | ------------- | ------------- |
| 1       | Melbourne                  | 5 152 945     | 3 707 530     | 3 375 341     |
| 2       | Geelong                    | 190 103       | 143 921       | 135 965       |
| 3       | Bendigo                    | 93 761        | 85 936        | 77 766        |
| 4       | Ballarat                   | 92 384        | 82 795        | 75 420        |
| 5       | Melton                     | 54 455        | 45 625        | 35 194        |
| 6       | Shepparton – Mooroopna     | 46 194        | 42 742        | 38 247        |
| 7       | Wodonga                    | 35 131        | 31 605        | 29 538        |
| 8       | Sunbury                    | 34 425        | 33 062        | 29 071        |
| –       | Pakenham                   | N/A           | 32 913        | 18 621        |
| 9       | Mildura                    | 33 445        | 31 363        | 30 761        |
| 10      | Warrnambool                | 30 707        | 29 286        | 28 015        |
| 11      | Traralgon                  | 25 482        | 24 590        | 21 474        |
| 12      | Wangaratta                 | 18 567        | 17 376        | 16 732        |
| 13      | Ocean Grove – Barwon Heads | 18 208        | 16 091        | 13 701        |
| 14      | Bacchus Marsh              | 17 303        | 14 914        | 13 046        |
| 15      | Torquay – Jan Juc          | 16 942        | 13 336        | 9 463         |
| 16      | Horsham                    | 16 792        | 15 261        | 13 945        |
| 17      | Moe – Newborough           | 15 062        | 15 293        | 15 159        |
| 18      | Warragul                   | 14 274        | 13 081        | 11 333        |
| 19      | Morwell                    | 13 540        | 13 689        | 13 399        |
| 20      | Sale                       | 13 507        | 12 764        | 13 090        |

### Ancestralidade e imigração
No censo australiano de 2016, as ancestralidades mais comumente nomeadas foram: 
- Inglesa (32%)
- Australiana (29,9%) [nota 5]
- Irlandesa (10,8%)
- Escocesa (8,9%)
- Chinesa (6,7%)
- Italiana (6,4%)
- Indiana (3,8%)
- Alemã (3,6%)
- Grega (3,1%)
- Vietnamita (2%)
- Neerlandesa (1,8%)
- Maltesa (1,3%)
- Filipina (1,2%)
- Polonesa (1%)

Cerca de 0,8% da população, ou 47 788 pessoas, identificaram-se como australianas indígenas (aborígines australianos e nativos do Estreito de Torres) em 2016.
No censo de 2016, 64,9% dos residentes nasceram na Austrália. Os outros países mais comuns de nascimento foram Inglaterra (2,9%), Índia (2,9%), China continental (2,7%), Nova Zelândia (1,6%) e Vietnã (1,4%).

### Línguas
No censo de 2016, 72,2% dos vitorianos falavam inglês em casa, os falantes de outras línguas incluem mandarim (3,2%), italiano (1,9%), grego (1,9%), vietnamita (1,7%) e árabe (1,3%).

### Religião
No censo de 2016, 47,9% dos vitorianos se descreveram como cristãos, 10,6% afirmaram seguir outras religiões e 32,1% afirmaram não ter religião. Os católicos romanos eram 23,2%, 9,4% não responderam à pergunta, 9% eram anglicanos e 3,5% eram ortodoxos orientais.
Em 2017, a proporção de casais que se casavam em uma cerimônia civil em Vitória foi de 77,3%, os outros 22,7% eram casados em cerimônia religiosa.

### Estrutura etária e fertilidade
O governo prevê que quase um quarto dos vitorianos terá mais de 60 anos até 2021. O censo de 2016 revelou que a idade média australiana subiu de 35 para 37 desde 2001, o que reflete o pico de crescimento da população de 1969 a 1972. Em 2017, Vitória registrou uma taxa de fecundidade de 1,724.

## Economia
O estado de Vitória possui a segunda maior economia da Austrália, logo atrás de Nova Gales do Sul, representando um quarto do produto interno bruto (PIB) do país. O produto total bruto do estado (SPG) a preços atuais de Vitória foram de A$ 455 bilhões em junho de 2019, com um renda per capita em torno de A$ 69 654.
Finanças e seguros são o maior setor de produção de renda de Vitória, enquanto o setor de assistência médica e assistência social é o maior empregador do estado. A mudança para as indústrias de serviços nas décadas anteriores viu a manufatura perder seu manto como maior empregadora e produtora de renda no estado de Vitória.

### Agricultura
O estado de Vitória possui cerca de 21 200 empresas agrícolas, que empregam uma média de 77 000 pessoas. Em 2017–18, o clima temperado do estado, solo de alta qualidade e água limpa ajudaram a indústria a produzir A$ 14,9 bilhões em produtos agrícolas oriundo de mais de 11 milhões de hectares. Isso torna Vitória, o maior produtor agrícola da Austrália. Em 2019, Vitória também exportou cerca de A$ 14,2 bilhões em alimentos e fibras, o que também torna o estado o maior exportador de alimentos e fibras do país.
Para crescer e manter o forte setor agrícola em Vitória, o departamento trabalha com a indústria e em pesquisa, desenvolvimento e extensão para melhorar a produção, conectando o setor aos mercados internacionais, apoiando o desenvolvimento da indústria e mantendo controles eficazes de biossegurança. A Agriculture Victoria Strategy reconhece a contribuição vital do setor para o crescimento econômico e seu potencial para melhorar o bem-estar social e econômico do estado. O plano fornece orientação e direção para a Agriculture Victoria, alinhados com as aspirações do governo do estado para o setor agrícola e para as comunidades regionais.

#### Indústrias de alimento e fibra

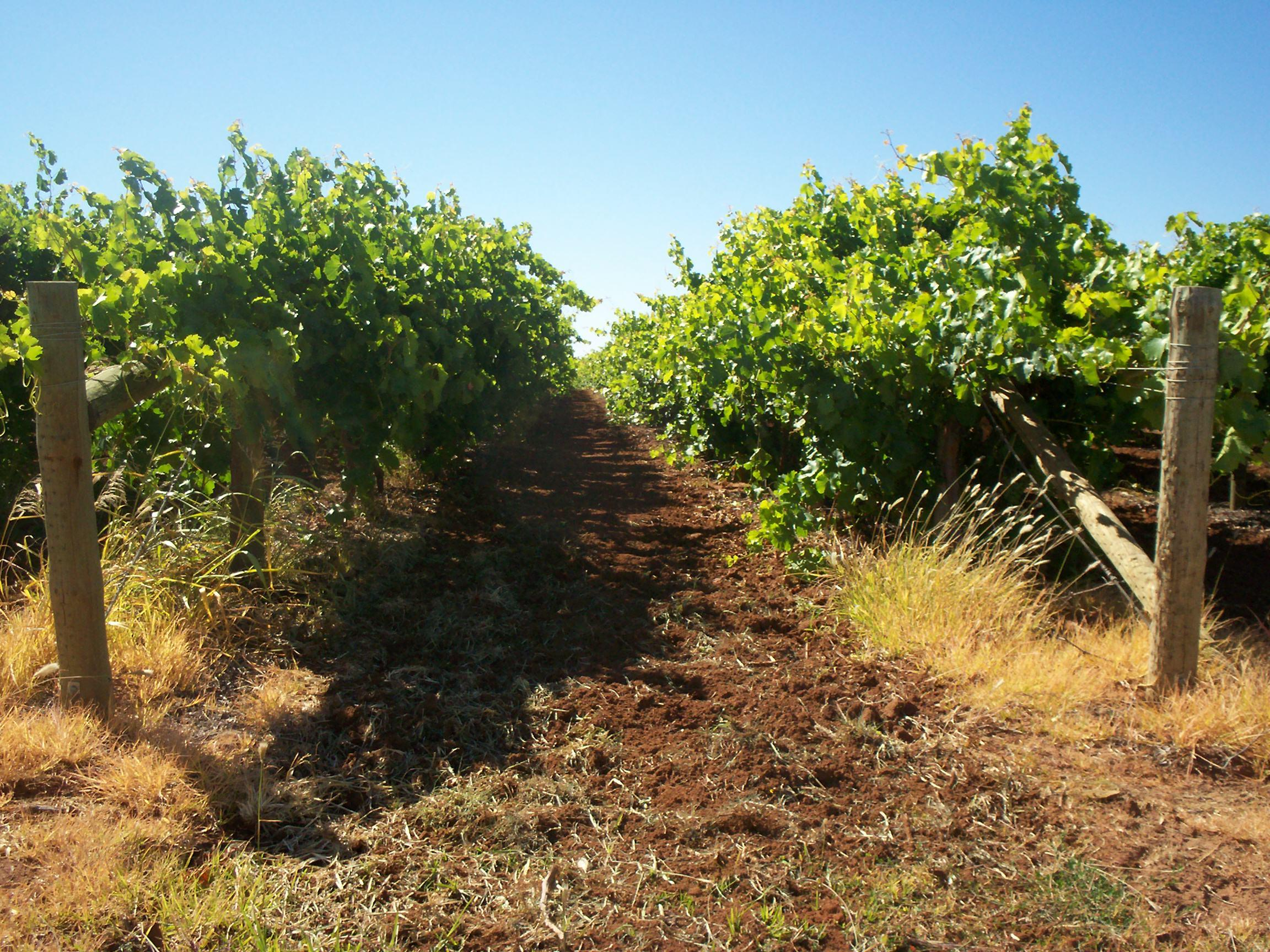
Vinhas em Mildura, durante dezembro de 2006

As exportações de alimentos e fibras de Vitória aumentaram cerca de A$ 1,4 bilhão, atingindo um recorde de A$ 14,1 bilhões no período de 2017-18, compreendendo cerca de A$ 10,2 bilhões e A$ 3,9 bilhões em exportações de alimentos e fibras, respectivamente. O estado representa 27% do valor total exportado de alimentos e fibras da Austrália.
Entre 2017 e 2018, o valor bruto da produção agrícola em Vitória aumentou 6,4%, para A$ 14,9 bilhões, em comparação com A$ 14,0 bilhões entre 2016 e 2017. A participação do estado no valor da produção agrícola nacional aumentou em dois pontos percentuais, de 23% entre 2016 e 2017 para 25% entre 2017 e 2018. As indústrias agrícolas de Vitória cobrem cerca de 11 milhões de hectares da área do estado. Em 30 de junho de 2018, havia 21 200 empresas agrícolas em Vitória, representando 25% do total de empresas agrícolas na Austrália. A produção e fabricação de alimentos e fibras em Vitória empregava 199 600 pessoas , 87 400 em produção e 112 200 em fabricação entre 2018 e 2019.

### Indústria
Vitória possui uma gama diversificada de empresas de manufatura, e Melbourne é considerada a cidade industrial mais importante da Austrália. O boom industrial pós-Segunda Guerra Mundial foi alimentado por investimentos internacionais, atraídos pelo estado pela disponibilidade de terrenos baratos próximos à cidade e energia barata proveniente do Vale de Latrobe. Vitória produziu 26,4% da produção total de fabricação na Austrália entre 2015 e 2016, atrás de Nova Gales do Sul, que produziu 32,4%.
A fabricação de máquinas e equipamentos é a atividade manufatureira mais valiosa do estado, seguida por produtos de alimentos e bebidas, petroquímicos e químicos. As principais fábricas do estado incluem as fundições de alumínio de Portland e Point Henry, de propriedade da Alcoa, refinarias de petróleo em Geelong e Altona; uma grande instalação petroquímica em Laverton, e a CSL, com sede em Vitória, uma empresa global de biotecnologia que produz vacinas e produtos de plasma, entre outros. O estado de Vitória também desempenha um papel importante no fornecimento de bens para a indústria de defesa.
Vitória depende mais proporcionalmente da fabricação do que qualquer outro estado da Austrália, constituindo 8,6% do produto total do estado, ligeiramente superior ao estado da Austrália Meridional em 8,0%. No entanto, essa proporção está em declínio há três décadas. Em 1990, na época do início dos anos 90, a fabricação de recessão constituía 20,3% da produção total do estado. A produção industrial atingiu o pico em termos absolutos em 2008, atingindo A$ 28,8 bilhões e caiu lentamente ao longo da década para A$ 26,8 bilhões em 2016 (uma queda de 0,77% ao ano). Desde 1990, o emprego na indústria também caiu em termos agregados (de 367 700 para 274 400 trabalhadores) e proporcionais (17,8% a 9,0%). O forte dólar australiano como resultado do boom da mineração dos anos 2000, da pequena população e do isolamento, da alta base salarial e da mudança geral da produção industrial em direção aos países em desenvolvimento foram citados como algumas das razões para esse declínio.
Historicamente, Vitória tem sido um centro para as fábricas das principais marcas de automóveis, como a Ford, Toyota e Holden. No entanto, os anúncios de fechamento das três empresas na década de 2010 fizeram com que a Austrália perdesse completamente sua indústria automobilística até o final de 2017. O anúncio da Holden ocorreu em maio de 2013 após a decisão da Ford em dezembro do ano anterior (as fábricas vitorianas da Ford, em Broadmeadows e Geelong, fecharam em outubro de 2016). A Toyota seguiu o exemplo em fevereiro de 2014 com um anúncio esperado, pois sem a Holden ou Ford, as cadeias de suprimentos locais teriam dificuldade em criar a economia de escala necessária para abastecer um fabricante.

### Mineração

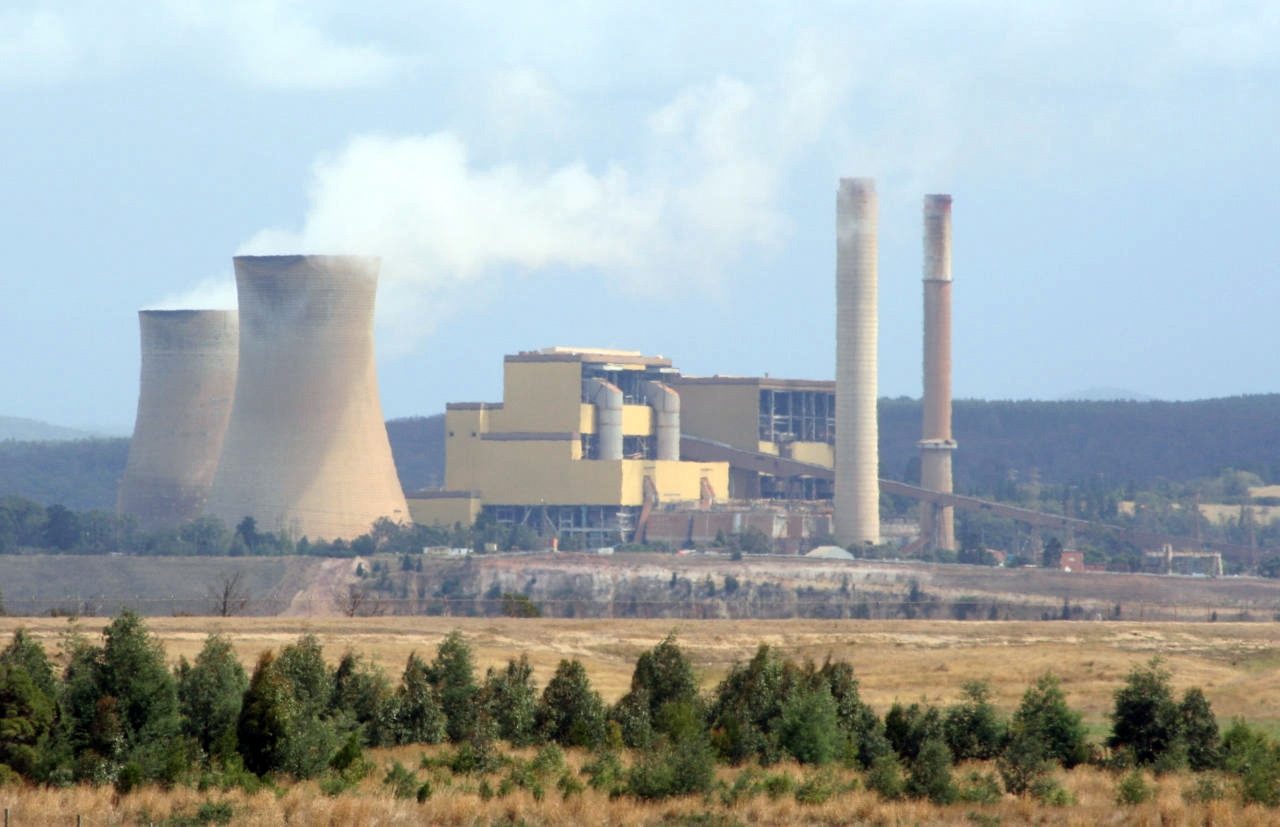
Central elétrica de Yallourn no Vale de Latrobe

A mineração em Vitória contribui com cerca de A$ 6 bilhões para o produto bruto do estado (~2%), mas emprega menos de 1% dos trabalhadores. A indústria de mineração vitoriana está concentrada em minerais produtores de energia, com carvão marrom, petróleo e gás representando quase 90% da produção local. As indústrias de petróleo e gás estão centralizadas na costa de Gippsland, no leste do estado, enquanto a mineração de carvão marrom e a geração de energia são baseadas no Vale de Latrobe.
No ano fiscal de 2005-2006, a produção média de gás foi superior a 20 milhões de metros cúbicos (20 000 000 m3) por dia e representou 18% do total das vendas nacionais de gás, com a demanda crescendo a 2% ao ano.
Em 1985, a produção de petróleo da Bacia de Gippsland no exterior atingiu o pico médio anual de 450 000 barris (72 000 m3) por dia. Em 2005-2006, a produção média diária de petróleo caiu para 83 000 barris por dia, mas, apesar do declínio, Vitória ainda produz quase 19,5% do petróleo na Austrália.
O carvão marrom é o principal mineral de Vitória, com 66 milhões de toneladas mineradas a cada ano para geração de eletricidade no Vale de Latrobe e Gippsland. A região abriga as maiores reservas conhecidas de carvão marrom do mundo.
Apesar de ser o centro histórico da corrida do ouro na Austrália, Vitória hoje contribui com apenas 1% da produção nacional de ouro. O estado também produz quantidades limitadas de gesso e caulino.

## Política

### Parlamento

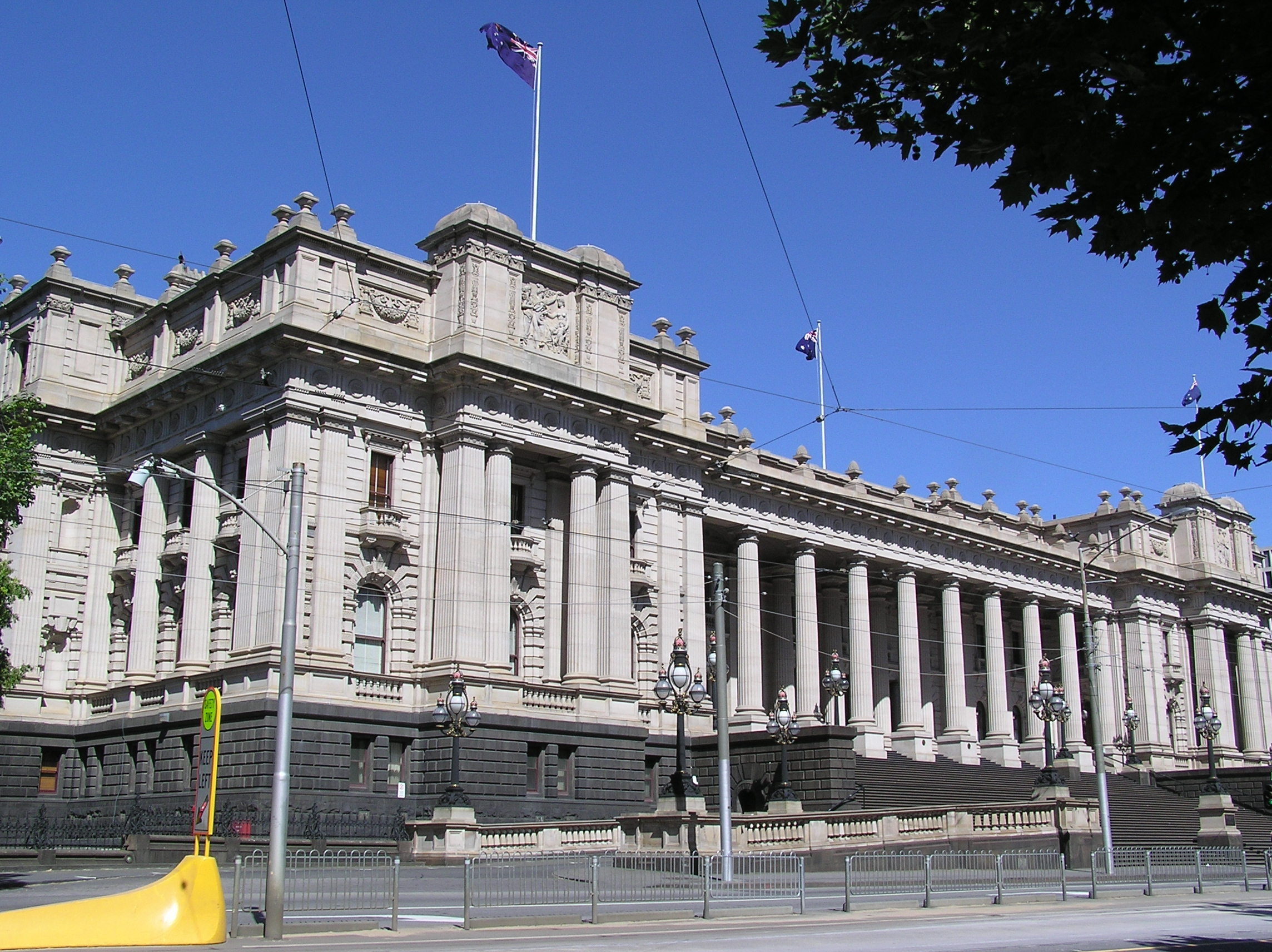
O Victorian Parliament House, construído em 1856, fica na rua Spring, em Melbourne. O edifício foi planejado para ser concluído com uma cúpula, mas não foi concluído devido a restrições de orçamento

Vitória tem uma forma parlamentar de governo baseada no sistema Westminster. O poder legislativo reside no parlamento, composto pelo governador (o representante da rainha), o executivo (o governo) e duas câmaras legislativas. O Parlamento de Vitória consiste na Assembleia Legislativa da câmara baixa, no Conselho Legislativo da câmara alta e na Rainha da Austrália.
Oitenta e oito membros da Assembleia Legislativa são eleitos para mandatos de quatro anos de eleitorados com um único membro.
Em novembro de 2006, as eleições para o Conselho Legislativo de Vitória foram realizadas sob um novo sistema de representação proporcional de vários membros. O Estado de Vitória foi dividido em oito eleitorados, com cada eleitorado representado por cinco representantes eleitos por Voto Único Transferível. O número total de membros da câmara alta foi reduzido de 44 para 40 e seu mandato agora é o mesmo dos membros da câmara, quatro anos. As eleições para o Parlamento vitoriano agora são fixadas e ocorrem em novembro a cada quatro anos. Antes da eleição de 2006, o Conselho Legislativo consistia em 44 membros eleitos para mandatos de oito anos por 22 eleitores de dois membros.

### Premier e gabinete
O Premier ou Primeiro-Ministro de Vitória é o líder do partido político ou da coalizão com mais assentos na Assembleia Legislativa. O primeiro-ministro é a face pública do governo e, com o gabinete, define a agenda legislativa e política. O gabinete é composto por representantes eleitos para qualquer casa do parlamento. É responsável por gerenciar áreas do governo que não são exclusivamente da Commonwealth, pela Constituição Australiana, como educação, saúde e aplicação da lei. O atual premier de Vitória é Daniel Andrews.

### Governador
A autoridade executiva é investida no governador de Vitória, que representa e é nomeado pela rainha Isabel II. O cargo geralmente é preenchido por um vitoriano proeminente e aposentado. O governador age de acordo com o conselho do primeiro-ministro e do gabinete. A atual governadora de Vitória é Linda Dessau.

### Constituição
Vitória tem uma constituição escrita promulgada em 1975, mas baseada na constituição colonial de 1855, aprovada pelo Parlamento do Reino Unido como a Lei da Constituição de Vitória de 1855, que estabelece o Parlamento como o órgão legislativo do estado para assuntos sob responsabilidade do Estado. A constituição vitoriana pode ser alterada pelo Parlamento de Vitória, exceto por certas disposições que exigem uma maioria absoluta em ambas as casas, uma maioria de três quintos em ambas as casas ou a aprovação do povo vitoriano em um referendo, dependendo na provisão.

### Forma política

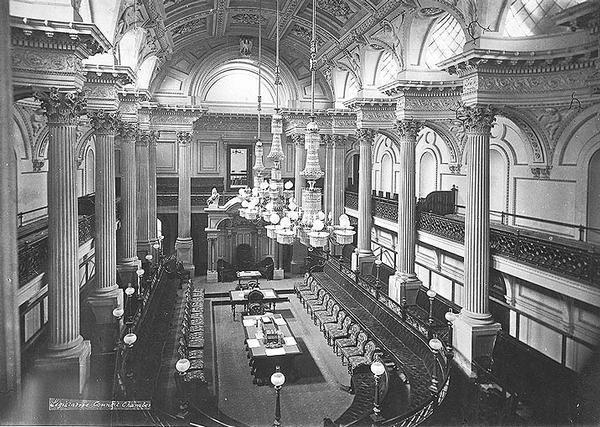
A Câmara do Conselho Legislativo, fotografada em 1878

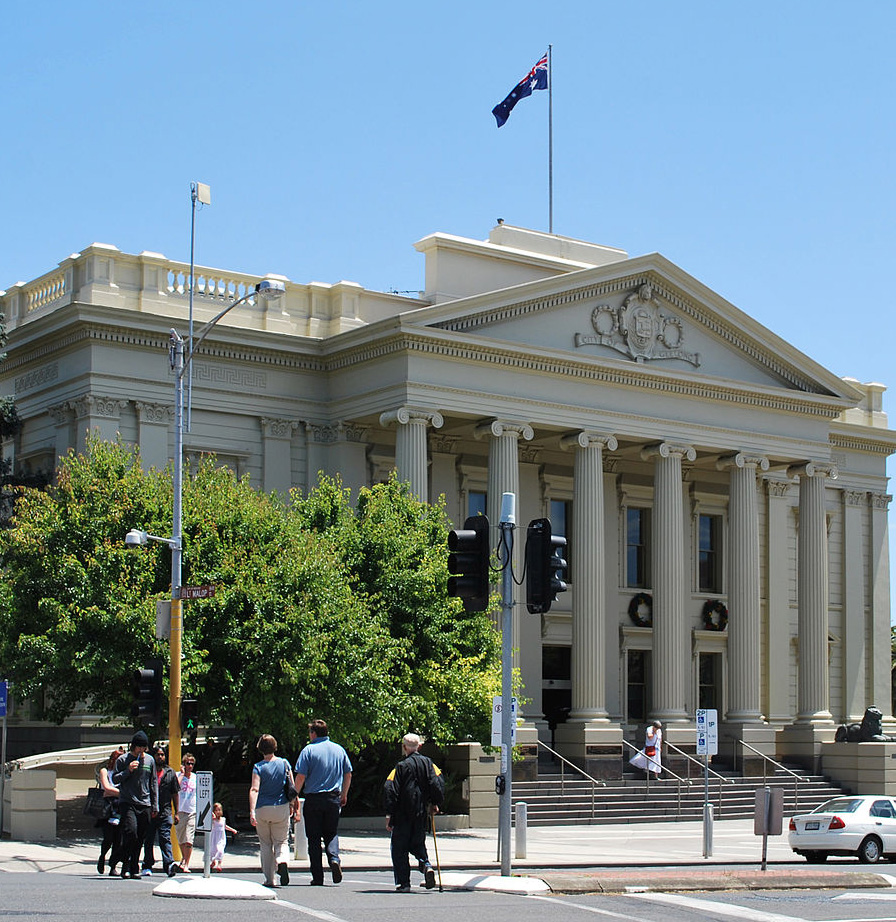
Prefeitura de Geelong

Os vitorianos, e os melburnianos em particular, são considerados por alguns analistas mais progressistas do que outros australianos. O estado registrou uma porcentagem de votos a favor mais alta que qualquer estado no referendo da república e na pesquisa de casamento entre pessoas do mesmo sexo. Dizem que os vitorianos são geralmente socialmente progressistas, apoiam o multiculturalismo, e desconfiam de extremos de qualquer tipo.
O primeiro-ministro Daniel Andrews lidera o Partido Trabalhista Australiano que venceu a eleição estadual vitoriana em novembro de 2014.
O Partido Trabalhista Australiano (ALP) de centro-esquerda, o Partido Liberal da Austrália de centro-direita, o Partido Nacional da Austrália de base rural e o ambientalista de esquerda Verdes Australianos, são os principais partidos políticos de Vitória. Tradicionalmente, o trabalho é mais forte nos subúrbios de Melbourne, na classe trabalhadora e ocidental, no norte e no centro da cidade, e nas cidades regionais de Ballarat, Bendigo e Geelong. O principal apoio dos liberais está nos subúrbios orientais e subúrbios mais ricos de Melbourne, e em alguns centros rurais e regionais. Os nacionais são mais fortes nas áreas regionais rurais do noroeste e leste de Vitória. Os Verdes, que conquistaram seus primeiros assentos na câmara em 2014, são mais fortes no interior de Melbourne.

### Governo federal
Os eleitores vitorianos elegem 50 representantes para o Parlamento da Austrália, incluindo 38 membros da Câmara dos Deputados e 12 membros do Senado. Desde 18 de maio de 2019, o ALP detém 21 assentos de casas vitorianas, os liberais 12, os nacionais três, os verdes um e um detido por um independente. Em 1 de julho de 2019, os liberais ocuparam cinco cadeiras no senado, a nacional, a ALP quatro e os verdes dois.

### Governo local
Vitória é incorporada em 79 municípios para fins de governo local, incluindo 39 condados, 32 cidades, sete cidades rurais e um círculo eleitoral. Os conselhos de condado e da cidade são responsáveis por funções delegadas pelo parlamento vitoriano, como planejamento da cidade, infraestrutura de estradas e gerenciamento de resíduos. As receitas do conselho provêm principalmente de impostos sobre a propriedade e subsídios do governo.

## Educação

### Educação primária e secundária

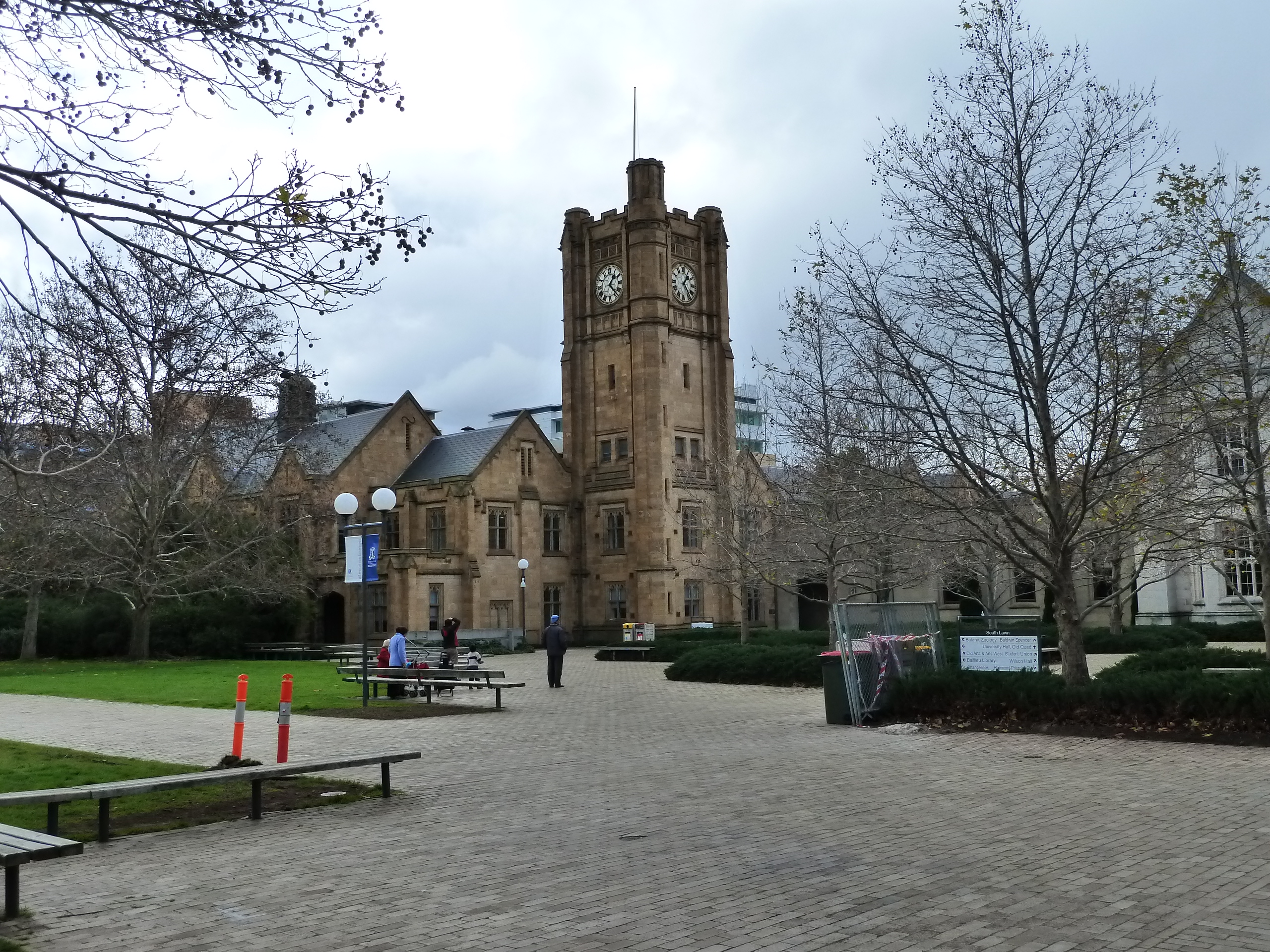
A Universidade de Melbourne, classificada como uma das melhores universidades da Austrália e do Hemisfério Sul, é a universidade mais antiga de Vitória

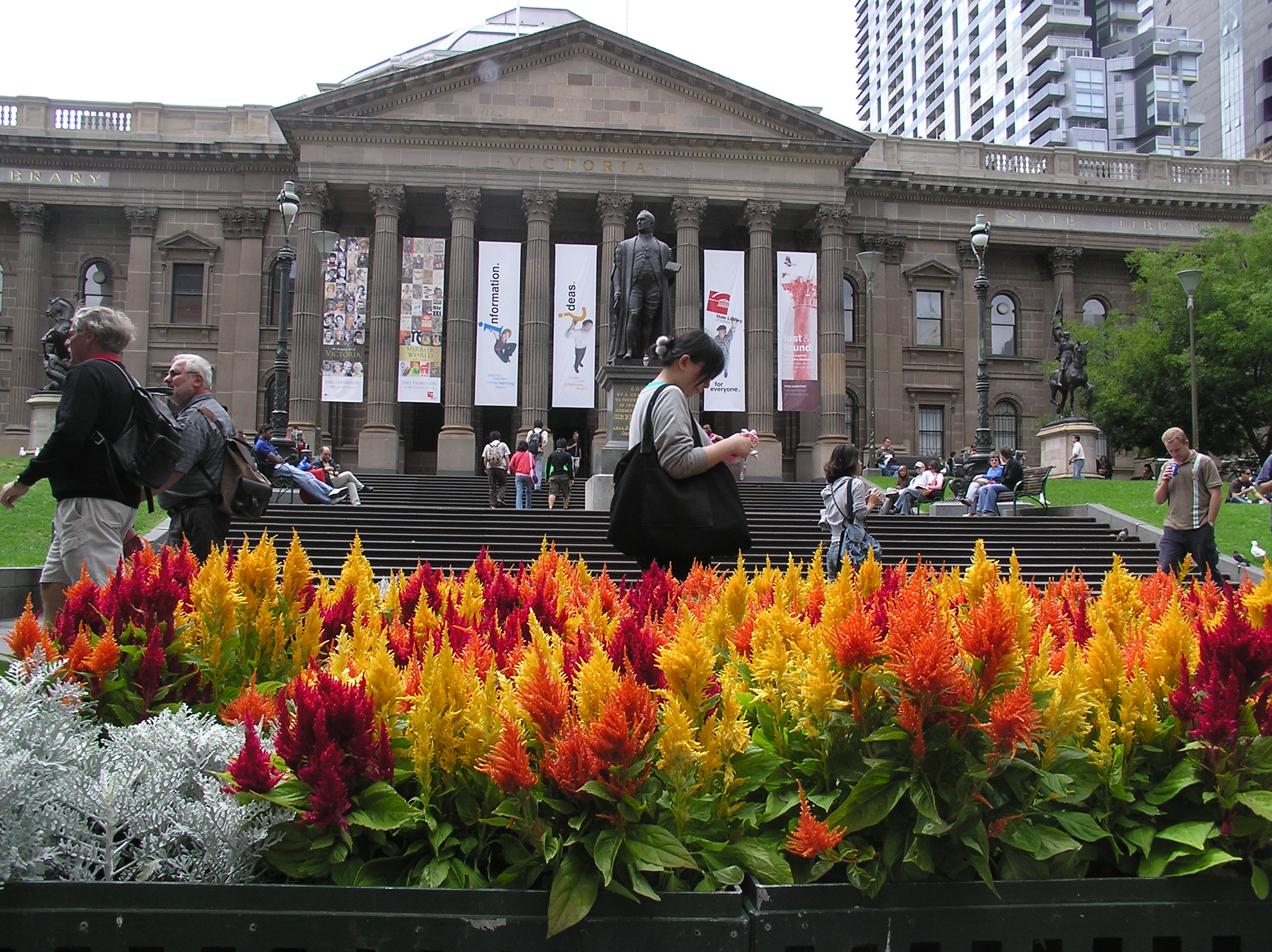
Pátio da Biblioteca Estadual de Vitória

O sistema escolar estadual de Vitória remonta a 1872, quando o governo colonial legislou para tornar a escolaridade gratuita e obrigatória. O sistema público de ensino médio do estado começou em 1905. Antes disso, apenas o ensino médio privado estava disponível. Hoje, uma educação escolar vitoriana consiste em sete anos de ensino fundamental (incluindo um ano preparatório) e seis anos de ensino médio.
Os anos finais do ensino médio são opcionais para crianças com mais de 17 anos. As crianças de Vitória geralmente começam a escola aos cinco ou seis anos de idade. Ao concluir o ensino médio, os alunos recebem o Certificado de Educação Vitoriano (VCE) ou o Certificado de Aprendizagem Aplicada Vitoriano (VCAL). Os alunos que concluírem com êxito seu VCE também recebem um ATAR (Classificação de Admissão no Terciário Australiano), para determinar a admissão na universidade.
As escolas vitorianas são públicas ou privadas. As escolas públicas, também conhecidas como escolas estaduais ou governamentais, são financiadas e administradas diretamente pelo Departamento de Educação de Vitória. Os estudantes não pagam taxas, mas são cobrados alguns custos extras. As escolas particulares, que são pagas, incluem escolas paroquiais administradas pela Igreja Católica Romana e escolas independentes semelhantes às escolas públicas britânicas. Escolas independentes geralmente são afiliadas a igrejas protestantes. Vitória também possui várias escolas primárias e secundárias privadas, de matriz judaica e islâmica. As escolas particulares também recebem algum financiamento público. Todas as escolas devem cumprir os padrões curriculares estabelecidos pelo governo do estado. Além disso, Vitória possui quatro escolas seletivas do governo, a Melbourne High School para meninos, a MacRobertson Girls' High School para meninas, as escolas coeducacionais John Monash Science School, Nossal High School e Suzanne Cory High School e Escola Secundária da Faculdade de Artes de Vitória. Os alunos dessas escolas são admitidos exclusivamente com base em um teste de seleção acadêmica.
Em fevereiro de 2019, Vitória possuía 1 529 escolas públicas, 496 escolas católicas e 219 escolas independentes. Pouco menos de 631 500 estudantes estavam matriculados em escolas públicas e pouco mais de 357 000 em escolas particulares. Mais de 58% dos estudantes particulares frequentam escolas católicas. Mais de 552 300 estudantes estavam matriculados em escolas primárias e mais de 418 600 em escolas secundárias. As taxas de retenção nos dois últimos anos do ensino médio foram de 84,3% para estudantes de escolas públicas e 91,5% para estudantes de escolas particulares. Vitória tem cerca de 46 523 professores em período integral.

### Educação terciária
Vitória tem nove universidades. A primeira a oferecer diplomas, a Universidade de Melbourne, matriculou seu primeiro aluno em 1855. A maior, a Universidade Monash, tem mais de 83 000 alunos, mais do que qualquer outra universidade australiana.
O número de estudantes matriculados nas universidades vitorianas foi de 418 447 em 2018, um aumento de 5,3% em relação ao ano anterior. Os estudantes internacionais representam 40% das matrículas e representam a maior porcentagem de taxas pré-pagas. O maior número de matrículas foi registrado nas áreas de negócios, administração e economia, com quase 30% de todos os alunos, seguido por artes, humanidades e ciências sociais, com 18% das matrículas.
Vitória possui 12 instituições governamentais de ensino técnico e superior (TAFE). A primeira instituição profissional no estado foi o Instituto de Mecânica de Melbourne (fundada em 1839), que agora é o Athenaeum de Melbourne. Mais de 1 000 organizações de educação de adultos estão registradas para fornecer programas TAFE reconhecidos. Em 2014, havia 443 000 estudantes matriculados no ensino profissional no estado. Em 2018, o número de estudantes no setor havia caído 40%, para 265 000, uma queda de cinco anos que o departamento de educação atribuiu à retirada de financiamento a provedores de baixa qualidade e à mudança social para o ensino universitário.

### Livrarias
A Biblioteca Estadual de Vitória é a biblioteca de pesquisa e referência do Estado. É responsável por coletar e preservar o patrimônio documental de Vitória e disponibilizá-lo através de uma variedade de serviços e programas. O material da coleção inclui livros, jornais, revistas, periódicos, manuscritos, mapas, figuras, objetos, gravações de som e vídeo e bancos de dados.
Além disso, os governos locais mantêm bibliotecas locais de empréstimos, geralmente com várias agências em suas respectivas áreas municipais.

## Transportes
Vitória tem a maior densidade populacional em qualquer estado da Austrália, com centros populacionais espalhados pela maior parte do estado, somente o extremo noroeste e os Alpes Vitorianos carecem de assentamentos permanentes.
A rede de estradas vitoriana atende os centros populacionais, com rodovias geralmente saindo de Melbourne e outras grandes cidades e centros rurais com estradas secundárias que interconectam as rodovias. Muitas das rodovias são construídas de acordo com o padrão de rodovia, enquanto a maioria geralmente é vedada e de qualidade razoável.

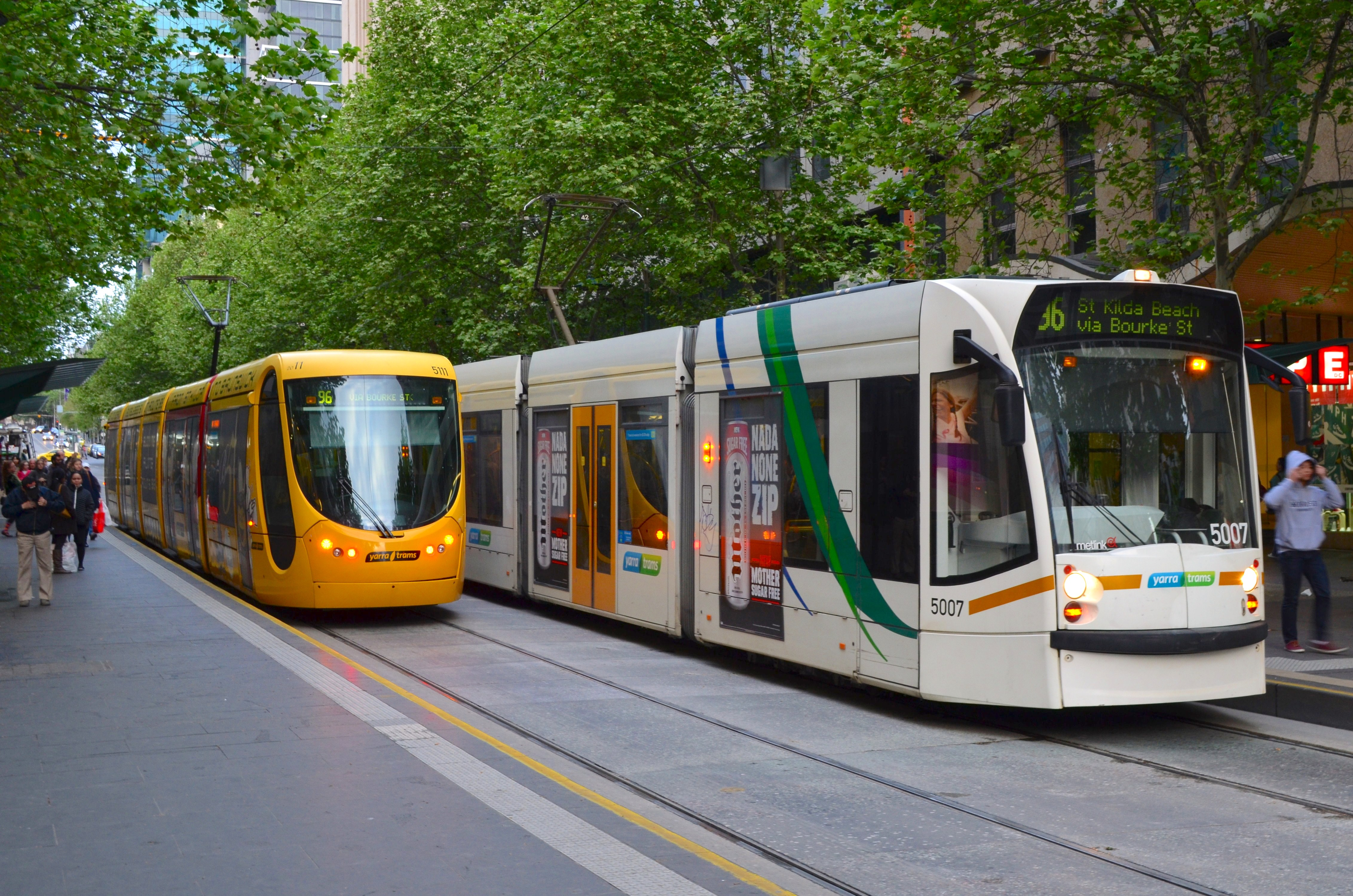
Uma atual classe C 2 de Melbourne (Citadis) e um bonde da classe D

O transporte ferroviário em Vitória é fornecido por várias operadoras ferroviárias públicas e privadas que operam em linhas de propriedade do governo. As principais operadoras incluem: Metro Trains Melbourne, que opera um extenso sistema elétrico de transporte de passageiros em Melbourne e nos subúrbios, a V/Line, que agora é de propriedade do governo do estado, opera um serviço concentrado nos principais centros regionais, bem como serviços de longa distância em outras linhas, a Pacific National, CFCL Australia, que opera serviços de frete, a Great Southern Rail, que opera The Overland, um sistema de transporte Melbourne−Adelaide, e a NSW TrainLink, que opera serviços de XPT ligando Melbourne−Sydney.
Existem também vários operadores de carga menores e inúmeras ferrovias turísticas que operam em linhas que antes faziam parte de um sistema estatal. As linhas vitorianas usam principalmente o bitola larga de 1 600 mm. No entanto, as rotas de trilhos interestaduais, bem como várias linhas de carga no norte e oeste do estado, foram convertidas em bitola padrão de 1 435 mm. Duas ferrovias turísticas operam mais de 760 mm de linhas de bitola estreita, que são os remanescentes de cinco linhas anteriormente pertencentes ao governo que foram construídas em áreas montanhosas.
Melbourne possui a maior rede de bondes do mundo, atualmente operada pela Yarra Trams. Além de ser uma forma popular de transporte público, nas últimas décadas os bondes se tornaram uma das principais atrações turísticas de Melbourne. Há também bondes turísticos operando sobre partes dos antigos sistemas de Ballarat e Bendigo. Também existem museus em bondes em Bylands e Haddon.
O aeroporto de Melbourne é a principal porta de entrada doméstica e internacional do estado. O Aeroporto de Avalon é o segundo aeroporto mais movimentado do estado, que complementa os Aeroportos de Essendon e Moorabbin para lidar com o restante do tráfego aéreo de Melbourne. Os aeroportos de Hamilton, Mildura, Monte Hotham e Portland são os demais aeroportos com voos domésticos programados. Não há menos que 27 outros aeroportos no estado sem voos programados.
O porto de Melbourne é o maior porto de carga geral e em contêineres da Austrália, e está localizado em Melbourne, na foz do rio Yarra, que fica na cabeceira de Port Phillip. Portos marítimos adicionais estão em Westernport, Geelong e Portland.
Em outubro de 2013, o fumo foi proibido nas áreas abrigadas das estações de trem e nos pontos de bonde e ônibus, entre 2012 e 2013, 200 pessoas receberam avisos de infração. O governo do estado anunciou um plano em outubro de 2013 para proibir o fumo em todas as plataformas da estação ferroviária de Vitória e elevou as paradas de bonde.

### História territorial de Vitória
- Jan Critchett (1990), A distant field of murder: Western district frontiers, 1834–1848, Melbourne University Press  (Carlton, Vic. and Portland, Or.) ISBN 0522843891
- Ian D Clark (1990), Aboriginal languages and clans: An historical atlas of western and central Victoria, 1800–1900, Dept. of Geography & Environmental Science, Monash University  (Melbourne),  ISBN 0-909685-41-X
- Ian D Clark (1995), Scars in the landscape: A register of massacre sites in western Victoria, 1803–1859, Australian Institute of Aboriginal and Torres Strait Islander Studies (Canberra), ISBN 0-85575-281-5
- Ian D Clark (2003), "That's my country belonging to me": Aboriginal land tenure and dispossession in nineteenth century Western Victoria, Ballarat Heritage Services, Ballarat.